# Моргенштерн, Христиан Эрнст Бернгард

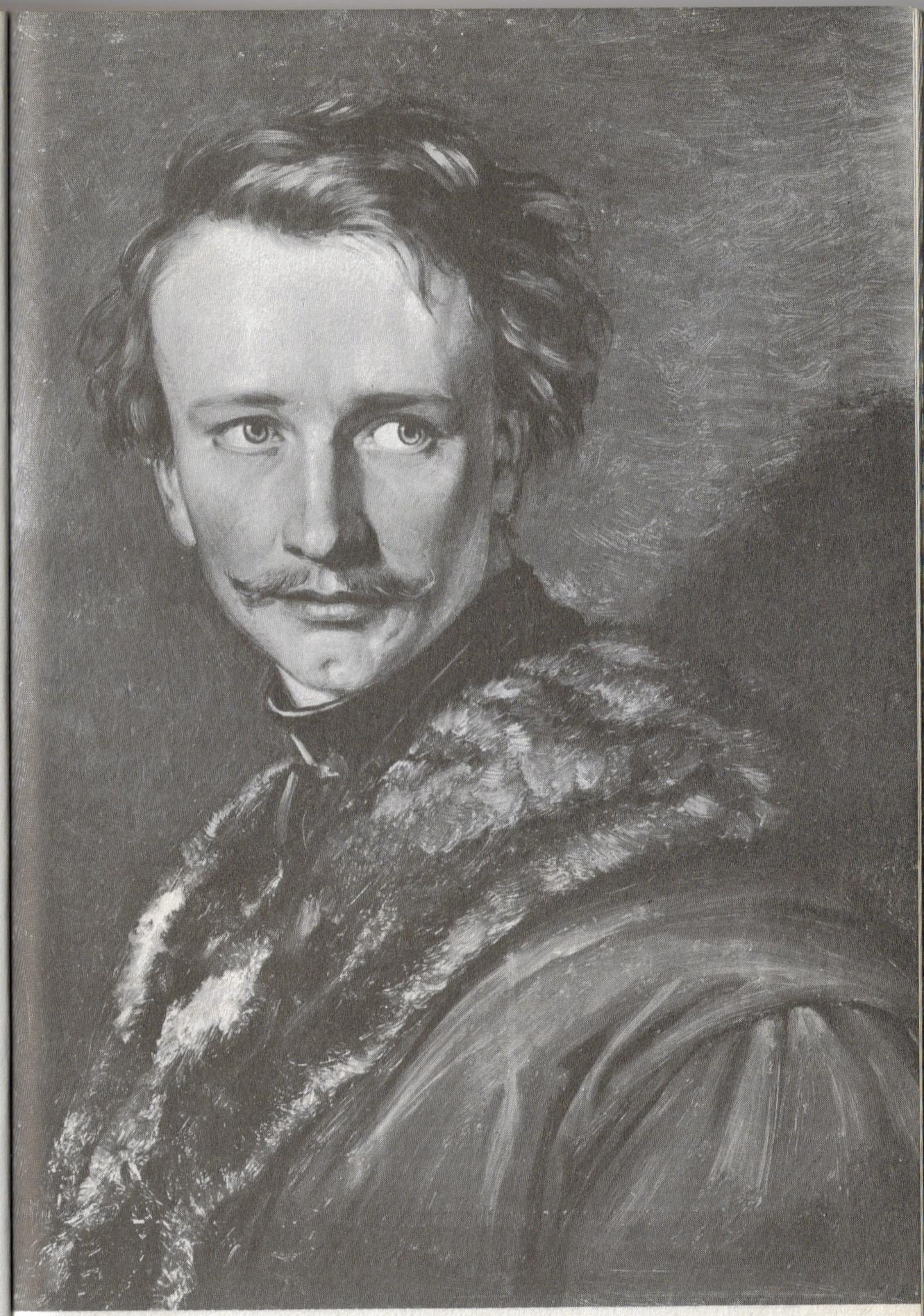
Фридрих Дюрк Портрет Христиана Моргенштерна

Христиан Эрнст Бернгард Моргенштерн (нем. Christian Ernst Bernhard Morgenstern; 29 сентября 1805, Гамбург — 16 февраля 1867, Мюнхен) — немецкий художник-пейзажист.

## Жизнь и творчество
Родился в семье учителя рисования и художника-портретиста Карла Генриха Моргенштерна; был третьим ребёнком в семье из шести. 
Работал сперва на фабрике игральных карт, в печатных и гравёрных мастерских. После ранней смерти отца, пошёл работать в мастерских братьев Зур (нем.). К 1818 году Христиан совершил несколько путешествий по Европе, изучил мастерство литографии. В 1822 году совершил поездку в Санкт-Петербург, где пребывал в течение года, и в Москву.
С 1824 года учился в Гамбурге у Зигфрида Бендиксена пейзажной живописи. В 1827 году Моргенштерн совершил учебную поездку по Норвегии, затем в 1828 году учился в копенгагенской Художественной академии.
В 1830 году приехал в Мюнхен, где писал горные ландшафты Баварии в романтическом стиле и завёл дружбу с художником Карлом Ротманом.
В 1836 году Моргенштерн совершил путешествие в Эльзас, в 1842-м — вместе с живописцем Эдуардом Шлейхом — по северной Италии. Позднее неоднократно посещал северную Германию, где рисовал реку Эльба и море.
В 1850 году посетил остров Гельголанд. Впечатления от этого путешествия легли в основу нескольких, одних из лучших полотен художника. Писал также баварские и тирольские озёра и горы; замечательны его ночные пейзажи, освещённые луной. Автор ряда графических работ. Его творчества оказало заметное влияние на Августа Бромейса.
Единственный внук Христиана Моргенштерна — также Христиан Моргенштерн (1871—1914) — известный немецкий писатель.

## Галерея работ

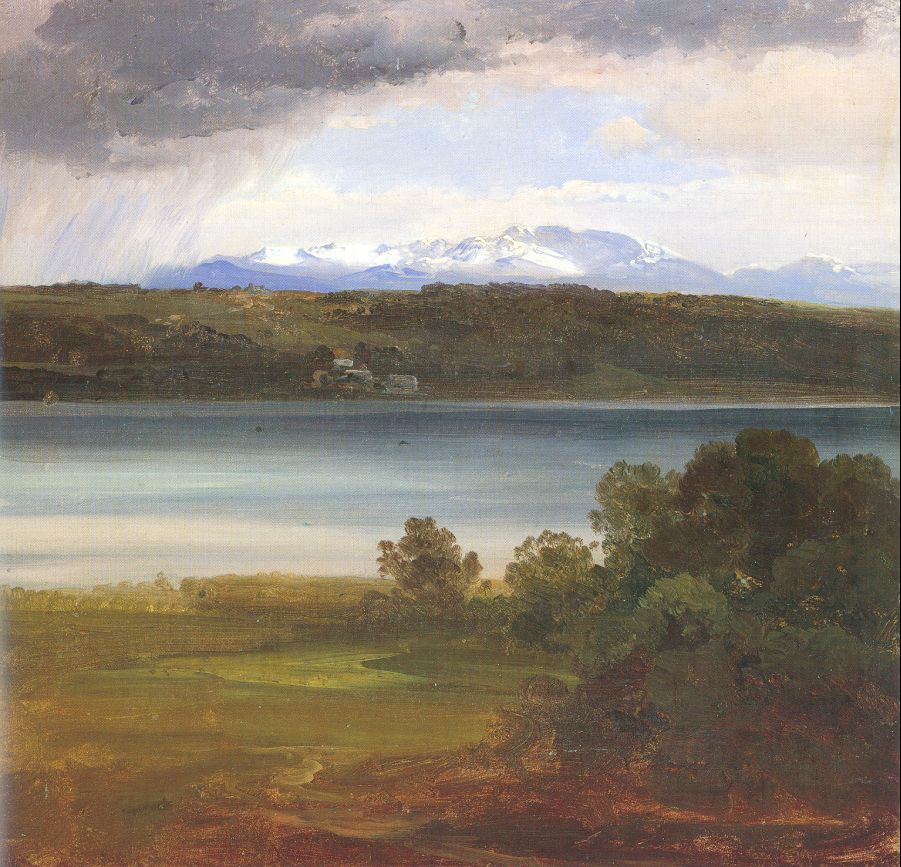
Вид на Штарнбергское озеро и Бенедиктенванд
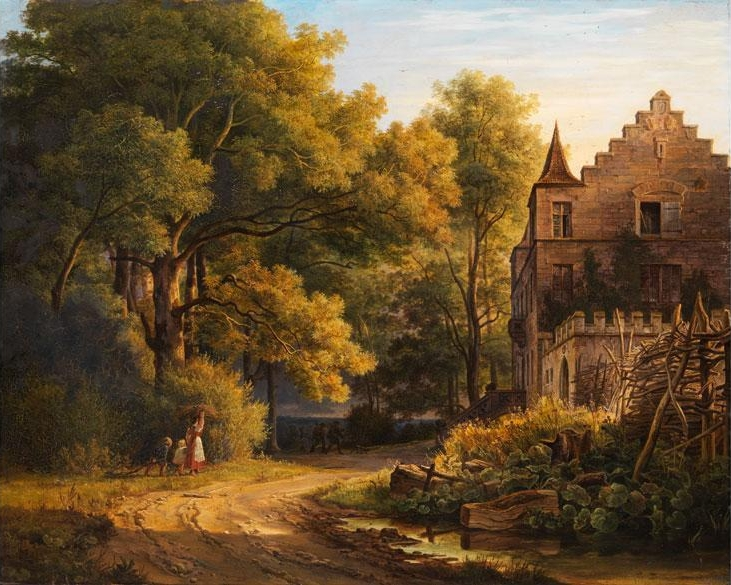
Охотничий домик в лесу
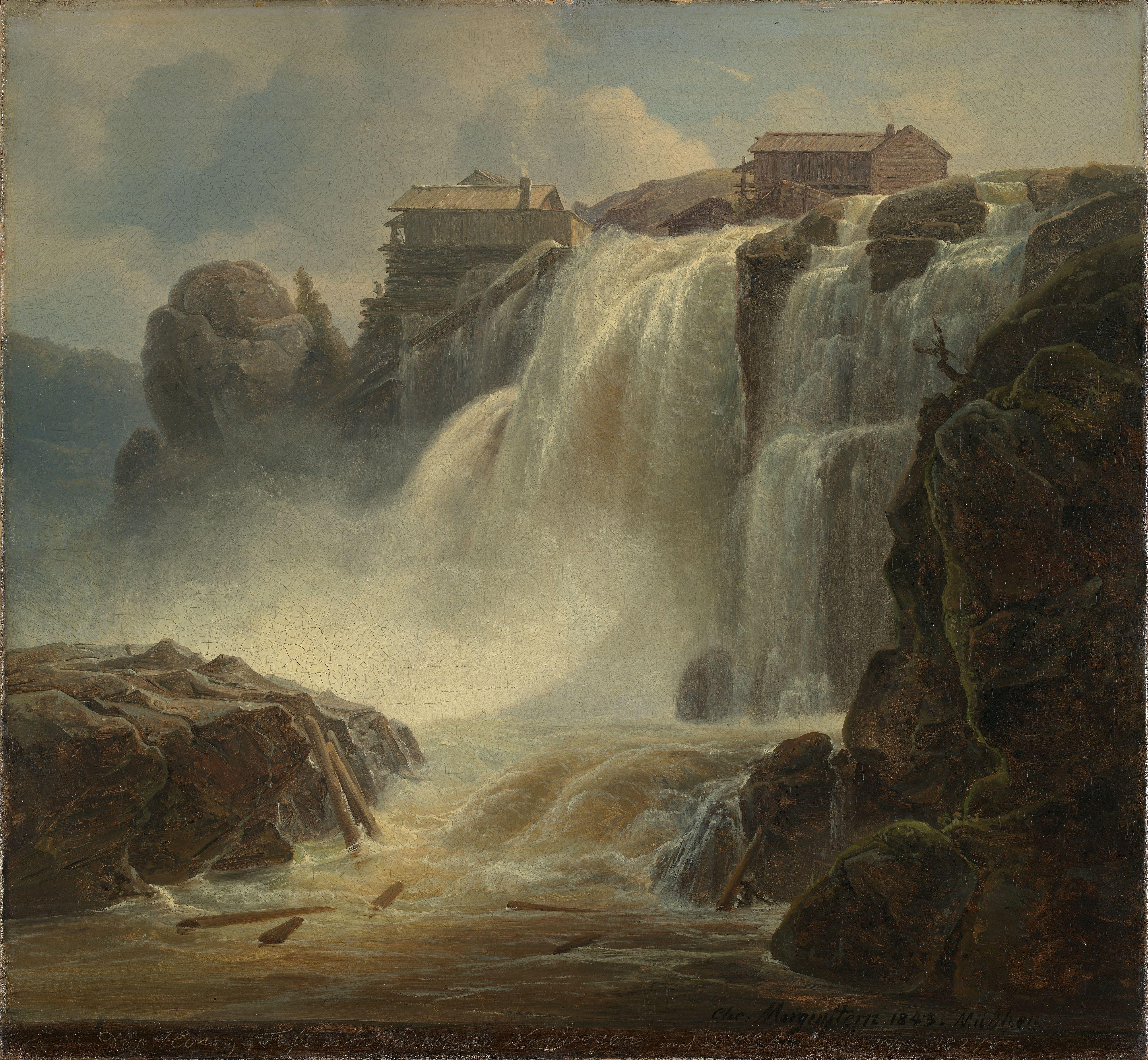
Водопад Хаугсфоссен в Мудуме (Норвегия)
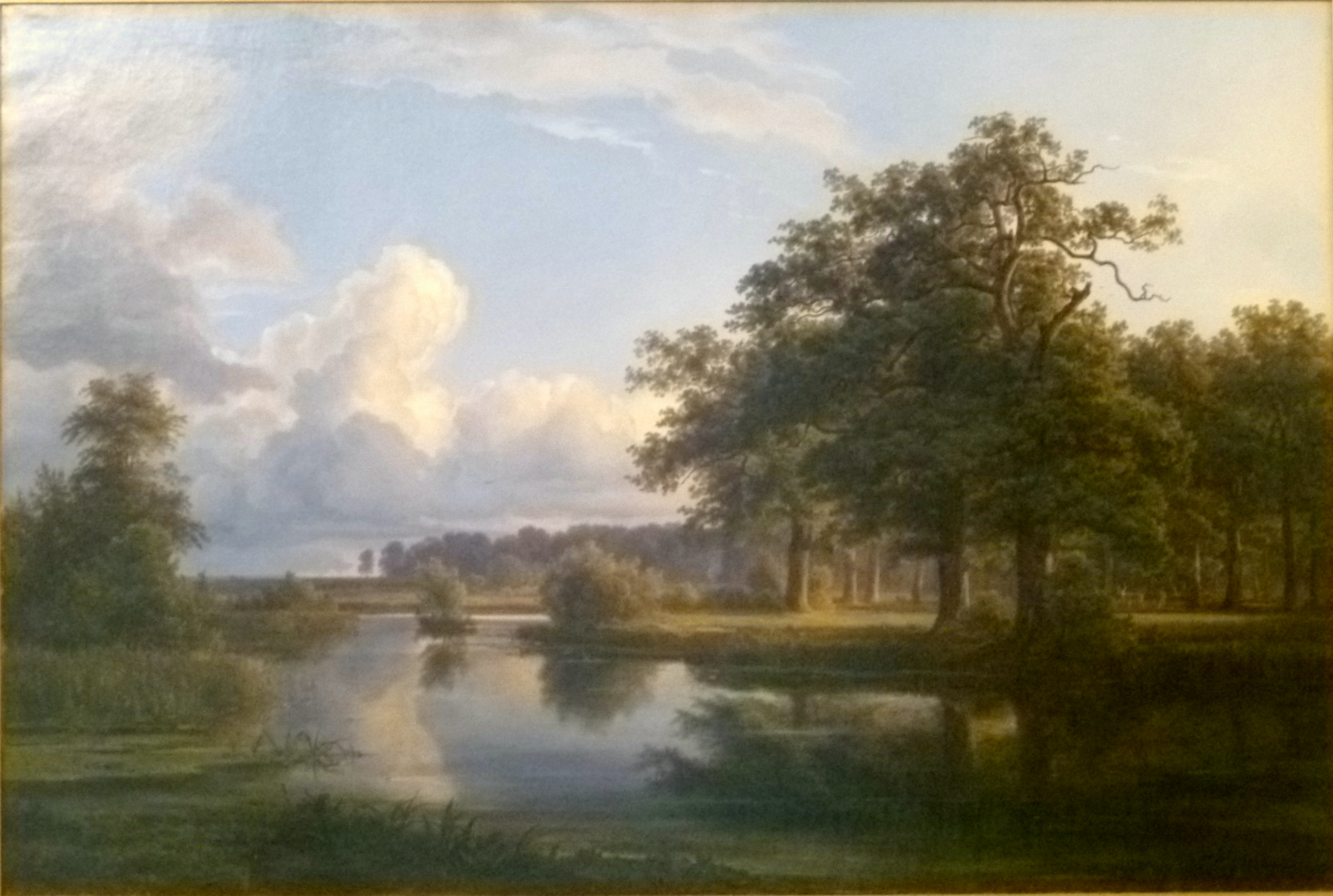
Лесной пейзаж